# 機会的同性愛
機会的同性愛（きかいてきどうせいあい）とは、元々異性愛である者が、異性を得られない環境下（軍隊、戦場、刑務所、同性のみの学生寮・学校、その他女人禁制・男子禁制）で、代償行為として同性を恋愛や性行為の対象に選択することを指す。特に男子校・女子校の学生などにおいて性的指向の未形成期や形成段階期に同性校在学時のみ一時的に同性に惹かれ、異性のいる環境に移行すると異性愛に戻った場合は、同性愛者ではなく、機会的同性愛者であることを意味する。状況的同性愛ともいう。
もともと異性愛者であるため、除隊・釈放・卒業などにより、異性を得られる環境が回復すれば、直ちにこの同性愛傾向は消滅した。つまり、機会的同性愛は環境において一時的に形成されるものと見なすことができる。日本の中世の寺院や武家(衆道）における女人禁制・戦場など小姓含む男性しかいない場における男色傾向は、現代の感覚で見れば上の立場の命令に逆らえないパワハラ・セクハラの複合であるが、強かに自身や縁者の出世のために利用する者もいた。